# مجیدآباد (تهران)

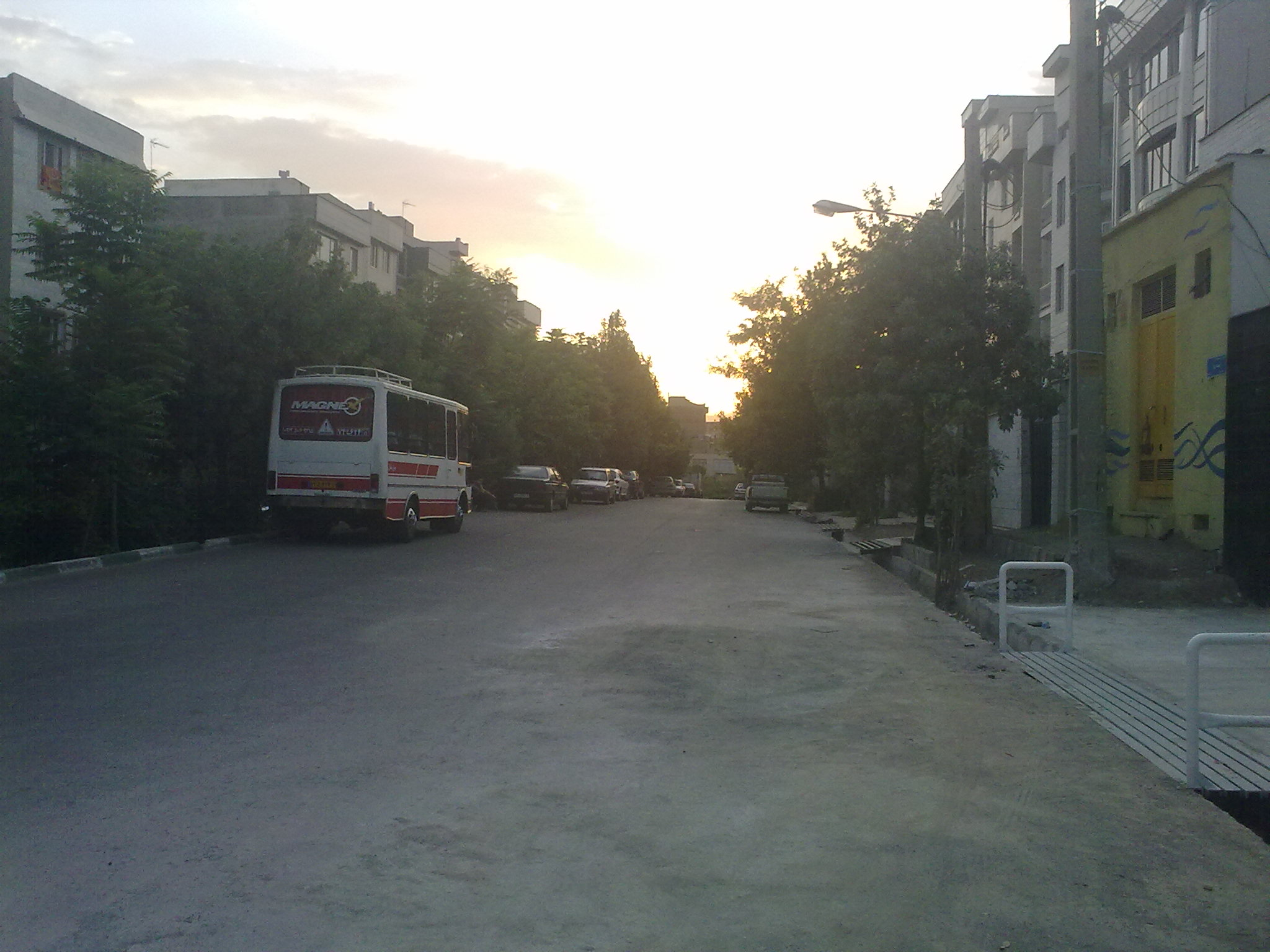
خیابان دهم در مجید آباد تهران در سال 1390

مجیدآباد، از محلات شمال شرق شهر تهران است که در منطقه ۴ شهرداری تهران واقع شده است. این محله از غرب به بزرگراه شهید باقری و محله قنات کوثر، از جنوب به بزرگراه شهید زین الدین و محله تهرانپارس، از شرق به خیابان استخر و از شمال به بزرگراه شهید بابایی منتهی می‌گردد. در این محله شهرک‌های مختلفی نظیر شهرک پارس، شهرک فرهنگیان و شهرک کاج وجود دارد. در ضمن یکی از بزرگترین بوستان های تهران به نام بوستان پلیس از سال ۱۳۸۲ در این محله افتتاح و از تمام نقاط تهران مراجعه کننده دارد .

## تاریخچه
مجیدآباد در واقع یکی از روستاهای اطراف تهران قدیم بوده است. مالک روستای مجیدآباد از ملاکان و متولان زرتشتی تهران به نام ارباب هرمز بوده که بیشتر زمین های تهرانپارس نیز جزو املاک او بشمار می رفته است. طی سالیان دراز نیز نام این منطقه تغییری نداشته و اکنون با نام محله مجیدآباد شناخته می شود. روستای مجیدآباد جزو  شمیرانات محسوب میشد که در فاصله دوازده کیلومتری جنوب شرق تجریش و سه کیلومتری شمال جاده تهران-دماوند قرار داشت. روستای مجیدآباد دارای دو رشته قنات پرآب بوده و باغ بزرگی به نام  باغ اناری در آن وجود داشت. همچنین بنظر می رسد نام این روستا از مالک اولیه آن به نام عبدالمجید میرزا عین الدوله صدراعظم دربار قاجار گرفته شده است.

## معایب و محاسن محله
از مشکلات خاصی که در این محله بالاخص پس از افتتاح بزرگراه شهید زین الدین نمایان گشت دسترسی غیر ایمن و غیر فنی از خیابان توحید (شهیدان قزوینی) به بزرگراه زین الدین در جنب پارک پلیس بود که بعلت بی‌توجهی و عدم آینده نگری شهروندان ساکن در این حوالی و عدم پیگیری توسط مسئولین ذی‌ربط در شهرداری منطقه ۴ در زمان احداث بزرگراه به آن توجهی نشد و بعلت حوادث و تصادفات در فروردین ۱۳۹۱ توسط راهنمایی و رانندگی مسدود گردید که بعلت تجمع و اعتراض ساکنان این امر در همان روز متوقف شد و تا در نهایت با طرح‌های ارائه شده توسط یکی از شهروندان (آقای ح - معصومی) به معاونت حمل و نقل و ترافیک (مرکز) و معاونت فنی و عمرانی شهرداری تهران با اصلاح هندسی این محل طی دو مرحله ابتدا در پاییز سال ۱۳۹۲ راستگرد خیابان توحید به راستگرد (رمپ) شرق زین الدین به شمال باقری متصل و در نهایت در ۲۶ فروردین ۱۳۹۳ از راستگرد (رمپ) یاد شده دسترسی از مابین فضای سبز لوپ ضلع شمال شرقی پل قنات کوثر به غرب بزرگراه زین الدین ایجاد می‌گردد. مجموعه طرح اجرا شده در نوع خود کم‌نظیر بوده و با پیگیری شهروند مسئول و پشتوانه مهندسی و عمرانی مناسب، این مهم تحقق پذیرفته‌است.

## خطوط حمل و نقل عمومی
یکی از شاخص‌های توسعه و فرهنگ بالا در شهرهای امروزی استفاده بیشتر شهروندان هر محله از حمل و نقل عمومی (مترو، اتوبوس) و عدم استفاده از خودروی شخصی می‌باشد. اگر در محله ای اتوبوس‌ها خالی باشند و به اصطلاح استقبال از آن بالا نباشد و استفاده از خودروهای شخصی به هر عذر و دلیل متصور در آن بالا باشد، آن محله مدرن نیست و فرهنگ پایینی در آنجا حاکم است .
در حال حاضر مجیدآباد فاقد خط مترو می‌باشد ولی در برنامه‌های توسعه حمل و نقل ریلی تهران با ساخت خط ۱۰ مترو تهران و احداث ایستگاه متروی مجیدآباد در تقاطع بزرگراه شهید باقری و ضلع شمال غربی پل استقلال حوالی خیابان بیستم غربی، بسمت شمال (بزرگراه شهید بابایی، میدان نوبنیاد، بزرگراه شهید صدر و پل پارک وی) و غرب تهران (سعادت آباد، پونک، شمال منطقه ۵ و منطقه ۲۲ تا وردآورد) دارای خط و ایستگاه مترو خواهد شد.
از اشکالات اساسی خطوط اتوبوسرانی این محله طراحی مقصد آنها در جهت جنوب و جنوب غربی شهر می‌باشد و با وجود نیاز محله خط اتوبوسی وجود ندارد که شهروندان را در جهت غرب (سه راه ضرابخانه و بزرگراه شهید همت) و شمال غربی شهر (میدان نوبنیاد و خیابان پاسداران) جابجا نماید. خطوط اتوبوسرانی محله عبارت است از:
■ خط ۲۰۸ از شهرک پارس به پل خاقانی (در مسیر    پارک پلیس ، پل استقلال - بزرگراه باقری ، شهرک امید ، بلوار استقلال ، خیابان سراج ، بلوار دلاوران ، میدان الغدیر ، دانشگاه علم و صنعت ، سه راه فرجام‌ ، مترو سرسبز ، میدان رسالت ، دردشت ، نارمک ، میدان شقایق )
■ خط ۳۹۹ از شهرک شهید بهشتی به پایانه علم و صنعت (در مسیر خیابان استخر، استقلال، فلکه‌های چهارم، سوم، دوم و اول تهرانپارس، خیابان جانبازان)
■ خط ۴۰۲ از شهرک پارس به چهارراه تهرانپارس (در مسیر بلوار استقلال، استخر، پروین، بزرگراه رسالت، ایستگاه متروی تهرانپارس و فلکه اول تهرانپارس)